# Estonian International 2019
Die Estonian International 2019 im Badminton fanden vom 10. bis 13. Januar 2019 in Tallinn statt.

## Sieger und Platzierte
| Disziplin    | Gold                              | Silber                              | Bronze                                |
| ------------ | --------------------------------- | ----------------------------------- | ------------------------------------- |
| Herreneinzel | Arnaud Merklé                     | Joran Kweekel                       | Hashiru Shimono                       |
| Herreneinzel | Arnaud Merklé                     | Joran Kweekel                       | Soo Teck Zhi                          |
| Dameneinzel  | Asuka Takahashi                   | Hirari Mizui                        | Léonice Huet                          |
| Dameneinzel  | Asuka Takahashi                   | Hirari Mizui                        | Mariya Mitsova                        |
| Herrendoppel | Peter Briggs Gregory Mairs        | Danny Bawa Chrisnanta Hean Loh Kean | Jordan Corvée Gaëtan Mittelheisser    |
| Herrendoppel | Peter Briggs Gregory Mairs        | Danny Bawa Chrisnanta Hean Loh Kean | Alex Vlaar Dimitar Yanakiev           |
| Damendoppel  | Julie Finne-Ipsen Mai Surrow      | Anastasia Chervyakova Olga Morozova | Alžběta Bášová Michaela Fuchsová      |
| Damendoppel  | Julie Finne-Ipsen Mai Surrow      | Anastasia Chervyakova Olga Morozova | Maryna Iljinska Yelyzaveta Zharka     |
| Mixed        | Danny Bawa Chrisnanta Tan Wei Han | Gregory Mairs Victoria Williams     | Anton Kaisti Inalotta Suutarinen      |
| Mixed        | Danny Bawa Chrisnanta Tan Wei Han | Gregory Mairs Victoria Williams     | Gaëtan Mittelheisser Juliette Moinard |

## Ergebnisse

### Herreneinzel Qualifikation
- Johnnie Torjussen –  Kevin Arokia Walter: 21-10 / 21-10
- Matthias Kicklitz –  Adrian Levin: 21-15 / 21-13
- Joonas Korhonen –  Felix Hammes: 21-12 / 21-13
- Karl Kert –  Oleksandr Kolesnik: 14-21 / 21-18 / 21-13
- Pit Seng Low –  Aleksander Bazanov: 21-9 / 21-14
- Colin Hammarberg –  Tauri Kilk: 21-11 / 21-8
- Arturo Hernández –  Andis Berzins: 21-14 / 21-14
- Talar Laa –  Mikk Ounmaa: 21-16 / 23-21
- Arnaud Merklé –  David Jones: 21-19 / 21-13
- Gergő Pytel –  Dmitrii Klimenko: 16-21 / 21-17 / 21-14
- Kristjan Täherand –  Julius von Pfaler: 21-14 / 21-15
- Joran Kweekel –  Eidur Isak Broddason: 21-11 / 21-14
- Aaron Sonnenschein –  Dmitriy Supruniuk: 21-19 / 21-17
- Ditlev Jæger Holm –  Albin Carl Hjelm: 21-19 / 21-18
- Oleksandar Shmundyak –  Anton Monnberg: 21-13 / 21-13
- Michael Spencer-Smith –  Andrey Parakhodin: 21-9 / 21-17
- Joakim Oldorff –  Egor Kholkin: 21-6 / 21-18
- Dimitar Yanakiev –  Kasper Lehikoinen: 21-12 / 21-10
- Glib Beketov –  Ragnar Sepp: 21-8 / 21-7
- Luka Milić –  Heming Lin: 21-17 / 21-16
- Eero Lauri –  Artur Ajupov: 21-15 / 21-16
- Soo Teck Zhi –  Alejandro Alcalá: 21-8 / 21-17
- Simon Sandholm –  Karl-Rasmus Pungas: 21-8 / 21-9
- Álvaro Vázquez González –  Ivan Medynskiy: 21-12 / 21-9
- Hans-Kristjan Pilve –  Jesper Paul: 21-12 / 14-21 / 21-11
- Aram Mahmoud –  Andy Tsai: 22-20 / 17-21 / 21-10
- Valentin Singer –  Christopher Klauer: 21-8 / 21-14
- Valeriy Atrashchenkov –  Victor Zuhr: 21-16 / 21-6
- Anton Tjulin –  Ilya Larushyn: 21-11 / 18-21 / 21-15
- Kristófer Darri Finnsson –  Adel Hamek: w.o.
- Danylo Bosniuk –  Mohamed Abderrahime Belarbi: w.o.
- Marcus Lõo –  Takuma Obayashi: w.o.
- Johnnie Torjussen –  Matthias Kicklitz: 16-21 / 21-15 / 21-15
- Joonas Korhonen –  Karl Kert: 21-12 / 21-13
- Colin Hammarberg –  Pit Seng Low: 21-11 / 21-17
- Talar Laa –  Arturo Hernández: 21-15 / 21-12
- Arnaud Merklé –  Kristófer Darri Finnsson: 21-13 / 21-16
- Gergő Pytel –  Kristjan Täherand: 18-21 / 21-11 / 21-14
- Joran Kweekel –  Aaron Sonnenschein: 21-10 / 23-21
- Ditlev Jæger Holm –  Danylo Bosniuk: 21-14 / 15-21 / 21-17
- Oleksandar Shmundyak –  Michael Spencer-Smith: 21-12 / 13-21 / 21-15
- Dimitar Yanakiev –  Joakim Oldorff: 21-12 / 21-14
- Luka Milić –  Glib Beketov: 21-14 / 17-21 / 21-5
- Soo Teck Zhi –  Eero Lauri: 21-8 / 21-8
- Álvaro Vázquez González –  Simon Sandholm: 21-16 / 21-13
- Aram Mahmoud –  Hans-Kristjan Pilve: 21-11 / 21-15
- Valeriy Atrashchenkov –  Valentin Singer: 18-21 / 21-13 / 21-10
- Anton Tjulin –  Marcus Lõo: 21-11 / 22-20
- Johnnie Torjussen –  Joonas Korhonen: 21-15 / 21-9
- Talar Laa –  Colin Hammarberg: 21-6 / 21-16
- Arnaud Merklé –  Gergő Pytel: 20-22 / 21-13 / 21-9
- Joran Kweekel –  Ditlev Jæger Holm: 21-12 / 21-10
- Oleksandar Shmundyak –  Dimitar Yanakiev: 21-15 / 18-21 / 21-13
- Soo Teck Zhi –  Luka Milić: 21-15 / 21-15
- Álvaro Vázquez González –  Aram Mahmoud: 21-17 / 14-21 / 21-19
- Valeriy Atrashchenkov –  Anton Tjulin: 21-11 / 21-12

### Herreneinzel
- Sergey Sirant –  Artem Pochtarev: 21-15 / 13-21 / 23-21
- Alex Lane –  Bernardo Atilano: 21-10 / 21-8
- Arnaud Merklé –  Eetu Heino: 21-12 / 14-21 / 21-18
- Léo Rossi –  Iikka Heino: 21-17 / 13-21 / 21-13
- Raul Must –  Henri Aarnio: 21-5 / 21-12
- Minoru Koga –  Daniel Nikolov: 21-16 / 21-10
- Soo Teck Zhi –  Takuma Obayashi: 21-19 / 22-20
- Oleksandar Shmundyak –  Jan Louda: 21-12 / 19-21 / 21-18
- Hashiru Shimono –  Johnnie Torjussen: 21-15 / 21-17
- Rasmus Messerschmidt –  Lino Muñoz: 21-16 / 21-11
- Kyrylo Leonov –  Duarte Nuno Anjo: 21-13 / 21-11
- Kalle Koljonen –  Valeriy Atrashchenkov: 21-12 / 25-23
- B. R. Sankeerth –  Nhat Nguyen: 21-18 / 13-21 / 23-21
- Ivan Rusev –  Sam Parsons: 21-14 / 21-10
- Talar Laa –  Álvaro Vázquez González: 21-11 / 21-12
- Joran Kweekel –  Luís Enrique Peñalver: 21-18 / 21-18
- Sergey Sirant –  Alex Lane: 21-19 / 21-18
- Arnaud Merklé –  Léo Rossi: 21-15 / 21-15
- Raul Must –  Minoru Koga: 21-19 / 22-20
- Soo Teck Zhi –  Oleksandar Shmundyak: 21-13 / 22-20
- Hashiru Shimono –  Rasmus Messerschmidt: 21-17 / 21-13
- Kalle Koljonen –  Kyrylo Leonov: 21-14 / 20-22 / 21-18
- B. R. Sankeerth –  Ivan Rusev: 21-13 / 17-21 / 21-11
- Joran Kweekel –  Talar Laa: 21-18 / 24-22
- Arnaud Merklé –  Sergey Sirant: 21-15 / 21-11
- Soo Teck Zhi –  Raul Must: 21-15 / 21-13
- Hashiru Shimono –  Kalle Koljonen: 21-9 / 21-10
- Joran Kweekel –  B. R. Sankeerth: 17-21 / 21-12 / 21-17
- Arnaud Merklé –  Soo Teck Zhi: 21-8 / 21-15
- Joran Kweekel –  Hashiru Shimono: 24-22 / 21-15
- Arnaud Merklé –  Joran Kweekel: 21-8 / 21-16

### Dameneinzel Qualifikation
- Anastasiia Shapovalova –  Ulyana Zakharava: 21-16 / 21-8
- Amy Tan –  Miranda Johansson: 21-3 / 21-17
- Vladyslava Lesnaya –  Sabina Milova: 21-17 / 17-21 / 21-15
- Katarina Galenić –  Nella Siilasmaa: 21-16 / 21-19
- Maria Delcheva –  Valeriya Rudakova: 21-16 / 23-21
- Freya Redfearn –  Julia Bitsoukova: 21-8 / 21-17
- Vlada Ginga –  Hanna Karkaus: 21-15 / 21-17
- Léonice Huet –  Jekaterina Romanova: 21-12 / 21-16
- Réka Madarász –  Krestina Silich: 21-16 / 21-9
- Hirari Mizui –  Maja Pavlinić: 21-18 / 21-8
- Helis Pajuste –  Jessica Jäntti: 21-19 / 21-11
- Una Berga –  Johanna Luostarinen: 21-17 / 21-9
- Monika Radovska –  Bianka Bukoviczki: 21-19 / 21-19
- Anna Mikhalkova –  Tuuli Härkönen: 21-14 / 21-19
- Maryana Viarbitskaya –  Anastassija Prosorowa: 21-17 / 9-21 / 21-19
- Hristomira Popovska –  Liana Lencevica: 21-12 / 21-19
- Amy Tan –  Anastasiia Shapovalova: 21-13 / 17-21 / 21-18
- Vladyslava Lesnaya –  Katarina Galenić: 21-12 / 21-16
- Maria Delcheva –  Freya Redfearn: 21-13 / 21-19
- Léonice Huet - Vlada Ginga: 14-21 / 21-18 / 21-18
- Hirari Mizui –  Réka Madarász: 21-11 / 21-13
- Una Berga –  Helis Pajuste: 21-8 / 21-23 / 21-4
- Anna Mikhalkova –  Monika Radovska: 21-19 / 21-11
- Hristomira Popovska –  Maryana Viarbitskaya: 21-15 / 21-14

### Dameneinzel
- Mariya Ulitina –  Kristin Kuuba: 21-19 / 21-15
- Anastasiia Semenova –  Daniella Gonda: 21-13 / 21-10
- Asuka Takahashi –  Vladyslava Lesnaya: 21-13 / 21-16
- Maria Delcheva –  Sónia Gonçalves: 21-6 / 21-12
- Mariya Mitsova –  Amy Tan: 21-13 / 21-9
- Abigail Holden –  Una Berga: 21-9 / 21-12
- Clara Azurmendi –  Yaëlle Hoyaux: 21-18 / 21-7
- Maryna Iljinska –  Kati-Kreet Marran: 21-12 / 21-17
- Anna Mikhalkova –  Hristomira Popovska: 21-18 / 23-21
- Jordan Hart –  Mariana Ugalde: 21-14 / 21-19
- Léonice Huet –  Anastasiya Cherniavskaya: 21-9 / 21-8
- Natalya Voytsekh –  Sara Peñalver Pereira: 21-7 / 16-21 / 21-19
- Hirari Mizui –  Rachael Darragh: 21-16 / 21-10
- Marie Batomene –  Mako Urushizaki: 21-13 / 21-16
- Georgina Bland –  Getter Saar: 22-20 / 22-20
- Gayle Mahulette –  Tereza Švábíková: 21-19 / 21-18
- Anastasiia Semenova –  Mariya Ulitina: 22-20 / 13-21 / 21-12
- Asuka Takahashi –  Maria Delcheva: 21-18 / 21-11
- Mariya Mitsova –  Abigail Holden: 21-8 / 21-11
- Maryna Iljinska –  Clara Azurmendi: 18-21 / 15-8 Ret.
- Jordan Hart –  Anna Mikhalkova: 21-17 / 21-12
- Léonice Huet –  Natalya Voytsekh: 21-17 / 21-15
- Hirari Mizui –  Marie Batomene: 21-17 / 21-12
- Gayle Mahulette –  Georgina Bland: 21-15 / 21-15
- Asuka Takahashi –  Anastasiia Semenova: 21-12 / 21-10
- Mariya Mitsova –  Maryna Iljinska: 21-13 / 21-10
- Léonice Huet –  Jordan Hart: 21-17 / 18-21 / 21-18
- Hirari Mizui –  Gayle Mahulette: 21-17 / 21-12
- Asuka Takahashi –  Mariya Mitsova: 21-14 / 21-14
- Hirari Mizui –  Léonice Huet: 21-13 / 21-10
- Asuka Takahashi –  Hirari Mizui: 8-21 / 21-17 / 21-11

### Herrendoppel Qualifikation
- Karl Kivinurm /  Vahur Lukin –  Tony Lindelöf /  Joakim Oldorff: 21-16 / 15-21 / 21-18
- Anton Monnberg /  Jesper Paul –  Mikk Ounmaa /  Mihkel Talts: 21-17 / 23-21
- Matthias Kicklitz /  Aaron Sonnenschein –  Simon Sandholm /  Hannes Svensson: 21-16 / 11-21 / 21-17
- Steve Olesen /  Andreas Søndergaard –  Callum Hemming /  Tom Wolfenden: w.o.

### Herrendoppel
- Jaromír Janáček /  Tomáš Švejda –  Anton Monnberg /  Jesper Paul: 20-22 / 21-19 / 23-21
- Maxime Briot /  Kenji Lovang –  Davíð Bjarni Björnsson /  Kristófer Darri Finnsson: 21-9 / 17-21 / 21-17
- Alex Vlaar /  Dimitar Yanakiev –  Ivan Druzchenko /  Oleksandr Kolesnik: 21-16 / 21-19
- Vladimir Nikulov /  Artem Serpionov –  Felix Hammes /  Christopher Klauer: 21-13 / 21-16
- Mads Emil Christensen /  Kristoffer Knudsen –  Anton Kaisti /  Oskari Larkimo: 21-18 / 21-18
- Adam Gozzi /  Melker Bexell –  Karl Kivinurm /  Vahur Lukin: 21-9 / 19-21 / 21-16
- Bastian Kersaudy /  Julien Maio –  Matthias Kicklitz /  Aaron Sonnenschein: 21-15 / 21-11
- Peter Briggs /  Gregory Mairs –  Aliaksei Konakh /  Dmitriy Supruniuk: 21-10 / 21-10
- David Jones /  Johnnie Torjussen –  Andrey Parakhodin /  Nikolai Ukk: 21-18 / 30-28
- Danny Bawa Chrisnanta /  Loh Kean Hean –  Glib Beketov /  Mykhaylo Makhnovskiy: 21-10 / 21-9
- Jakub Bitman /  Matej Hubácek –  Alex Luong /  Filip Svensson: 21-17 / 21-17
- Emil Hybel /  Mathias Thyrri –  Kristjan Kaljurand /  Raul Käsner: 21-14 / 16-21 / 21-12
- Fabien Delrue /  William Villeger –  Lev Barinov /  Egor Kholkin: 21-23 / 21-14 / 21-15
- Callum Hemming /  Tom Wolfenden –  Thomas Baures /  Samy Corvée: 22-20 / 21-8
- Jordan Corvée /  Gaëtan Mittelheisser –  Eero Lauri /  Julius von Pfaler: 21-11 / 21-12
- Steve Olesen /  Andreas Søndergaard –  Daniel Nikolov /  Ivan Rusev: 17-21 / 24-22 / 21-13
- Jaromír Janáček /  Tomáš Švejda –  Maxime Briot /  Kenji Lovang: 18-21 / 21-18 / 21-19
- Alex Vlaar /  Dimitar Yanakiev –  Vladimir Nikulov /  Artem Serpionov: 15-21 / 21-18 / 21-12
- Mads Emil Christensen /  Kristoffer Knudsen –  Adam Gozzi /  Melker Bexell: 21-18 / 21-11
- Peter Briggs /  Gregory Mairs –  Bastian Kersaudy /  Julien Maio: 14-21 / 21-16 / 21-19
- Danny Bawa Chrisnanta /  Loh Kean Hean –  David Jones /  Johnnie Torjussen: 22-20 / 21-7
- Emil Hybel /  Mathias Thyrri –  Jakub Bitman /  Matej Hubácek: 21-16 / 21-13
- Callum Hemming /  Tom Wolfenden –  Fabien Delrue /  William Villeger: 21-17 / 13-21 / 21-14
- Jordan Corvée /  Gaëtan Mittelheisser –  Steve Olesen /  Andreas Søndergaard: 21-19 / 21-18
- Alex Vlaar /  Dimitar Yanakiev –  Jaromír Janáček /  Tomáš Švejda: 21-14 / 21-18
- Peter Briggs /  Gregory Mairs –  Mads Emil Christensen /  Kristoffer Knudsen: 21-14 / 21-18
- Danny Bawa Chrisnanta /  Loh Kean Hean –  Emil Hybel /  Mathias Thyrri: 23-21 / 21-18
- Jordan Corvée /  Gaëtan Mittelheisser –  Callum Hemming /  Tom Wolfenden: 21-14 / 21-14
- Peter Briggs /  Gregory Mairs –  Alex Vlaar /  Dimitar Yanakiev: 21-13 / 21-11
- Danny Bawa Chrisnanta /  Loh Kean Hean –  Jordan Corvée /  Gaëtan Mittelheisser: 21-16 / 21-15
- Peter Briggs /  Gregory Mairs –  Danny Bawa Chrisnanta /  Loh Kean Hean: 22-20 / 21-18

### Damendoppel Qualifikation
- Jannica Monnberg /  Julia Salonen –  Grete Talviste /  Kertu Margus: 18-21 / 21-15 / 26-24
- Debora Jille /  Alyssa Tirtosentono –  Jessica Jäntti /  Nella Siilasmaa: 21-8 / 21-5
- Jannica Monnberg /  Julia Salonen –  Melissa Mazurtsak /  Editha Schmalz: 21-13 / 21-10
- Debora Jille /  Alyssa Tirtosentono –  Catlyn Kruus /  Ramona Üprus: 21-11 / 21-9
- Leona Michalski /  Thuc Phuong Nguyen –  Hristomira Popovska /  Liisa-Lotta Tannik: 21-15 / 21-13
- Isabelle Grafsund /  Miranda Johansson –  Emma Moszczynski /  Jule Petrikowski: w.o.

### Damendoppel
- Anastasiia Akchurina /  Olga Morozova –  Anna Mikhalkova /  Yevgeniya Paksyutova: 21-7 / 21-15
- Debora Jille /  Alyssa Tirtosentono –  Leona Michalski /  Thuc Phuong Nguyen: 21-11 / 21-13
- Yulia Kazarinova /  Vladyslava Lesnaya –  Anastasiya Cherniavskaya /  Krestina Silich: 21-15 / 15-21 / 21-11
- Mathilda Lindholm /  Jenny Nyström –  Hope Warner /  Victoria Williams: 14-21 / 21-19 / 23-21
- Alžběta Bášová /  Michaela Fuchsová –  Anastassija Prosorowa /  Valeriya Rudakova: 18-21 / 21-16 / 21-14
- Tuuli Härkönen /  Elina Niranen –  Monika Radovska /  Diana Stognija: 16-21 / 21-13 / 21-16
- Vimala Hériau /  Margot Lambert –  Emelie Borgstedt /  Behnaz Pirzamanbein: 21-12 / 21-14
- Clara Nistad /  Tilda Sjöö –  Jannica Monnberg /  Julia Salonen: 21-11 / 21-8
- Liana Lencevica /  Jekaterina Romanova –  Isabelle Grafsund /  Miranda Johansson: 21-19 / 21-18
- Julie Finne-Ipsen /  Mai Surrow –  Kati-Kreet Marran /  Helina Rüütel: 21-17 / 21-14
- Emma Moszczynski /  Jule Petrikowski –  Maija Krzywacki /  Inalotta Suutarinen: 21-13 / 14-21 / 21-18
- Nikoletta Bukoviczki /  Daniella Gonda –  Hanna Karkaus /  Johanna Luostarinen: 21-17 / 21-9
- Katarina Galenić /  Maja Pavlinić –  Abigail Holden /  Lizzie Tolman: 21-18 / 21-15
- Ainoa Desmons /  Juliette Moinard –  Anastasiia Boiarun /  Alena Iakovleva: 12-21 / 21-16 / 21-19
- Sonja Pekkola /  Riikka Sinkko –  Julia Bitsoukova /  Maryana Viarbitskaya: 21-16 / 19-21 / 21-16
- Maryna Iljinska /  Yelyzaveta Zharka –  Anastasiia Semenova /  Anastasiia Shapovalova: 21-14 / 22-20
- Anastasiia Akchurina /  Olga Morozova –  Debora Jille /  Alyssa Tirtosentono: 21-11 / 13-21 / 21-16
- Mathilda Lindholm /  Jenny Nyström –  Yulia Kazarinova /  Vladyslava Lesnaya: 21-19 / 21-16
- Alžběta Bášová /  Michaela Fuchsová –  Tuuli Härkönen /  Elina Niranen: 21-12 / 21-11
- Clara Nistad /  Tilda Sjöö –  Vimala Hériau /  Margot Lambert: 21-12 / 21-14
- Julie Finne-Ipsen /  Mai Surrow –  Liana Lencevica /  Jekaterina Romanova: 21-6 / 21-12
- Emma Moszczynski /  Jule Petrikowski –  Nikoletta Bukoviczki /  Daniella Gonda: 21-10 / 21-12
- Katarina Galenić /  Maja Pavlinić –  Ainoa Desmons /  Juliette Moinard: 19-21 / 21-13 / 21-8
- Maryna Iljinska /  Yelyzaveta Zharka –  Sonja Pekkola /  Riikka Sinkko: 21-10 / 21-13
- Anastasiia Akchurina /  Olga Morozova –  Mathilda Lindholm /  Jenny Nyström: 21-7 / 21-8
- Alžběta Bášová /  Michaela Fuchsová –  Clara Nistad /  Tilda Sjöö: 25-23 / 21-12
- Julie Finne-Ipsen /  Mai Surrow –  Emma Moszczynski /  Jule Petrikowski: 21-17 / 21-14
- Maryna Iljinska /  Yelyzaveta Zharka –  Katarina Galenić /  Maja Pavlinić: 21-14 / 21-8
- Anastasiia Akchurina /  Olga Morozova –  Alžběta Bášová /  Michaela Fuchsová: 21-11 / 21-13
- Julie Finne-Ipsen /  Mai Surrow –  Maryna Iljinska /  Yelyzaveta Zharka: 21-19 / 21-7
- Julie Finne-Ipsen /  Mai Surrow –  Anastasiia Akchurina /  Olga Morozova: 21-12 / 17-21 / 21-14

### Mixed Qualifikation
- Danny Bawa Chrisnanta /  Tan Wei Han –  Eero Lauri /  Jannica Monnberg: 21-9 / 21-12
- Mathias Thyrri /  Julie Finne-Ipsen –  Danylo Bosniuk /  Yevgeniya Paksyutova: 21-11 / 26-24
- Kristjan Täherand /  Ulla Helm –  Andis Berzins /  Una Berga: 21-16 / 21-17
- Matthias Kicklitz /  Thuc Phuong Nguyen –  Ivan Medynskiy /  Valeriya Rudakova: 21-16 / 21-8
- Ilya Larushyn /  Maryana Viarbitskaya –  Hannes Svensson /  Emelie Borgstedt: 21-18 / 10-21 / 22-20
- William Villeger /  Sharone Bauer –  Jere Övermark /  Elina Niranen: 21-14 / 21-14
- Oskari Larkimo /  Sonja Pekkola –  Mihkel Talts /  Ramona Üprus: 21-14 / 21-14
- Kristjan Kaljurand /  Hannaliina Piho –  Daniel Collin /  Behnaz Pirzamanbein: 21-14 / 21-15
- Samy Corvée /  Margot Lambert –  Lev Barinov /  Anastasiia Boiarun: 19-21 / 21-11 / 21-16
- Aram Mahmoud /  Amy Tan –  Aliaksei Konakh /  Krestina Silich: 21-10 / 21-6
- Steven Stallwood /  Lizzie Tolman –  Julius von Pfaler /  Tuuli Härkönen: 21-19 / 16-21 / 21-8
- Melker Bexell /  Tilda Sjöö –  Raul Käsner /  Liisa-Lotta Tannik: 21-9 / 23-21
- Jordan Corvée /  Vimala Hériau –  Ivan Druzchenko /  Yulia Kazarinova: 21-13 / 21-11
- Gergő Pytel /  Réka Madarász –  Tony Lindelöf /  Julia Salonen: 21-13 / 21-15
- Egor Kholkin /  Alena Iakovleva –  Aaron Sonnenschein /  Leona Michalski: 14-21 / 23-21 / 21-9
- Anton Tjulin /  Miranda Johansson –  Fabien Delrue /  Emma Moszczynski: w.o.
- Danny Bawa Chrisnanta /  Tan Wei Han –  Anton Tjulin /  Miranda Johansson: 21-12 / 21-8
- Mathias Thyrri /  Julie Finne-Ipsen –  Kristjan Täherand /  Ulla Helm: 21-12 / 21-15
- Matthias Kicklitz /  Thuc Phuong Nguyen –  Ilya Larushyn /  Maryana Viarbitskaya: 21-11 / 21-15
- William Villeger /  Sharone Bauer –  Oskari Larkimo /  Sonja Pekkola: 21-16 / 21-10
- Kristjan Kaljurand /  Hannaliina Piho –  Samy Corvée /  Margot Lambert: 24-22 / 21-15
- Steven Stallwood /  Lizzie Tolman –  Aram Mahmoud /  Amy Tan: 16-21 / 21-16 / 21-15
- Jordan Corvée /  Vimala Hériau –  Melker Bexell /  Tilda Sjöö: 19-21 / 21-18 / 21-16
- Egor Kholkin /  Alena Iakovleva –  Gergő Pytel /  Réka Madarász: 21-13 / 21-14

### Mixed
- Rodion Kargaev /  Viktoriia Vorobeva –  Matej Hubácek /  Berta Ausbergerová: 21-9 / 21-9
- Dmitrii Klimenko /  Ulyana Zakharava –  Marcus Lõo /  Helina Rüütel: 18-21 / 21-16 / 21-18
- Anton Kaisti /  Inalotta Suutarinen –  Arturo Hernández /  Mariana Ugalde: 21-8 / 21-12
- Fabien Delrue /  Emma Moszczynski –  Kenji Lovang /  Ainoa Desmons: 21-13 / 21-15
- Tadayuki Urai /  Rena Miyaura –  William Villeger /  Sharone Bauer: 21-11 / 21-17
- Jaromír Janáček /  Sabina Milova –  Mykhaylo Makhnovskiy /  Anastassija Prosorowa: 24-22 / 21-17
- Gregory Mairs /  Victoria Williams –  Steven Stallwood /  Lizzie Tolman: 21-17 / 21-14
- Jordan Corvée /  Vimala Hériau –  Kristjan Kaljurand /  Hannaliina Piho: 21-8 / 21-13
- Gaëtan Mittelheisser /  Juliette Moinard –  Sander Merits /  Kati-Kreet Marran: 21-9 / 21-14
- Steve Olesen /  Mai Surrow –  Iikka Heino /  Jenny Nyström: 21-10 / 21-12
- Mathias Thyrri /  Julie Finne-Ipsen –  Egor Kholkin /  Alena Iakovleva: 21-6 / 21-16
- Valeriy Atrashchenkov /  Yelyzaveta Zharka –  Callum Hemming /  Hope Warner: 15-21 / 21-15 / 21-14
- Kyohei Yamashita /  Naru Shinoya –  Matthias Kicklitz /  Thuc Phuong Nguyen: 21-12 / 21-8
- Maxime Briot /  Jule Petrikowski –  Alex Vlaar /  Mariya Mitsova: 22-20 / 21-13
- Danny Bawa Chrisnanta /  Tan Wei Han –  Vladimir Nikulov /  Anastasiia Semenova: 21-6 / 21-9
- Jakub Bitman /  Alžběta Bášová –  Tom Wolfenden /  Jenny Moore: 21-19 / 22-20
- Rodion Kargaev /  Viktoriia Vorobeva –  Dmitrii Klimenko /  Ulyana Zakharava: 21-15 / 21-19
- Anton Kaisti /  Inalotta Suutarinen –  Fabien Delrue /  Emma Moszczynski: 21-16 / 21-17
- Tadayuki Urai /  Rena Miyaura –  Jaromír Janáček /  Sabina Milova: 21-17 / 21-18
- Gregory Mairs /  Victoria Williams –  Jordan Corvée /  Vimala Hériau: 21-16 / 21-7
- Gaëtan Mittelheisser /  Juliette Moinard –  Steve Olesen /  Mai Surrow: 21-16 / 17-21 / 21-14
- Mathias Thyrri /  Julie Finne-Ipsen –  Valeriy Atrashchenkov /  Yelyzaveta Zharka: 23-21 / 21-17
- Kyohei Yamashita /  Naru Shinoya –  Maxime Briot /  Jule Petrikowski: 21-11 / 21-10
- Danny Bawa Chrisnanta /  Tan Wei Han –  Jakub Bitman /  Alžběta Bášová: 16-21 / 21-14 / 21-13
- Anton Kaisti /  Inalotta Suutarinen –  Rodion Kargaev /  Viktoriia Vorobeva: 22-20 / 21-17
- Gregory Mairs /  Victoria Williams –  Tadayuki Urai /  Rena Miyaura: 21-18 / 21-17
- Gaëtan Mittelheisser /  Juliette Moinard –  Mathias Thyrri /  Julie Finne-Ipsen: 21-19 / 14-21 / 21-16
- Danny Bawa Chrisnanta /  Tan Wei Han –  Kyohei Yamashita /  Naru Shinoya: 9-21 / 21-17 / 21-17
- Gregory Mairs /  Victoria Williams –  Anton Kaisti /  Inalotta Suutarinen: 21-13 / 21-17
- Danny Bawa Chrisnanta /  Tan Wei Han –  Gaëtan Mittelheisser /  Juliette Moinard: 16-21 / 23-21 / 21-19
- Danny Bawa Chrisnanta /  Tan Wei Han –  Gregory Mairs /  Victoria Williams: 21-18 / 14-21 / 21-15